# Prionocypris canadensis
Prionocypris canadensis är en kräftdjursart som beskrevs av Sars 1926. Prionocypris canadensis ingår i släktet Prionocypris och familjen Cyprididae. Inga underarter finns listade i Catalogue of Life.